# Diac
Der Diac ist eine Diode und wird auch Zweirichtungs-Diode genannt. Die Strecke zwischen den Anschlüssen wird erst leitfähig, wenn die Spannung an ihnen die Durchbruchspannung übersteigt. Er verhält sich im Gegensatz zur ähnlichen, jedoch veralteten Vierschichtdiode in beiden Quadranten der Strom-Spannungs-Kennlinie annähernd symmetrisch.
Die Bezeichnung Diac ist eine Abkürzung und steht für englisch diode for alternating current (dt. Diode für Wechselstrom). Daneben existieren Diacs unter Handelsnamen wie SIDAC, englisch silicon diode for alternating current die je nach Typ höhere Zündspannungen aufweisen.

Ersatzschaltbild und Schaltzeichen

## Aufbau

Lagenaufbau eines Diac

Diacs sind Mehrschicht-Halbleiter. Es gibt Ausführungen mit p-n-p-Übergängen (Dreischichtdiode) und p-n-p-n-p-Übergängen (Fünfschichtdiode). Vom Aufbau her entsprechen sie einer Antiparallelschaltung zweier Thyristoren, wie in nebenstehender Ersatzschaltung dargestellt, ähnlich einem Triac. Im Gegensatz zu diesem fehlt der Steueranschluss.
Die beiden Anschlüsse bezeichnet man als Anode 1 und Anode 2, da durch den symmetrischen Aufbau keine Polarität angegeben werden kann.
Ein Vorläuferbauteil, das nicht mehr hergestellt wird, ist die Shockley-Diode (eine Vierschichtdiode).

## Funktion
Der Diac kann durch seinen bidirektionalen Aufbau auch Wechselspannungen schalten. Sobald die Spannung an den Anschlüssen (A1 und A2) eine bestimmte Schwellenspannung übersteigt, schaltet er durch und die p-n-Strecken werden leitfähig. Diese Art der Zündung, die auch bei Triacs möglich ist (bei diesen jedoch vermieden werden sollte), nennt man auch Überkopfzündung.
Erst wenn der den Diac durchfließende Strom einen bestimmten Wert, den Haltestrom, unterschreitet, steigt der Widerstand wieder rapide an. Dieser Vorgang wird auch als Löschen des Diacs bezeichnet.
Durch Abweichungen im Kristallgitter und andere Fertigungstoleranzen sind die beiden Schaltspannungen in positive und negative Richtung nicht exakt gleich. Der Unterschied wird als Symmetrieabweichung bezeichnet.
Diacs haben eine ähnliche Funktion wie Funkenstrecken, die auch bei Erreichen einer bestimmten Zündspannung niederohmig werden. Allerdings unterscheiden sie sich in den betreffenden Spannungsbereichen. Während Diacs bei Niederspannungen bis zu einigen 100 V eingesetzt werden, werden Funkenstrecken im Bereich der Hochspannung wie dem Marx-Generator bis zu mehreren 100 kV eingesetzt.

## Kennwerte

Diac-Kennlinie

Die folgenden Werte sind nur Richtwerte, die eine Vorstellung der ungefähren Größenordnungen geben sollen.
- Zündspannung, im Diagramm als VBO (von englisch: breakover = Durchbruch) bezeichnet: 20…200 V (typischer Wert 35 V mit starker Exemplarstreuung)
- Strom kurz vor dem Durchbruch IBO, typisch 10 µA
- Haltestrom: 5…50 mA, im Diagramm beispielhaft mit 10 mA eingezeichnet.
- Symmetrieabweichung: ±4 V
- Widerstand im hochohmigen Zustand: einige MΩ
- Widerstand im niederohmigen Zustand: einige Ω
- Maximale Verlustleistung ca. 300 mW

## Verwendung
Diacs werden hauptsächlich in Zündschaltungen von Triacs eingesetzt, um einen Zündimpuls aus einer allmählich steigenden Spannung zu erzeugen.
In der Praxis werden sie z. B. in der Steuerelektronik von Energiesparlampen oder in Dimmern verwendet. Bei Phasenanschnittssteuerungen mit vertikaler Ansteuerung dienen Diacs als Schalter für eine einstellbare Schwelle. In den Royer-Konvertern von Energiesparlampen sollen sie einen Impuls zum sicheren Starten des Konverters liefern, da Royer-Konverter Anschwingschwierigkeiten haben, wenn ihre Versorgungsspannung beim Einschalten zu langsam ansteigt.
Da die Strom-Spannungs-Charakteristik sehr ähnlich wie bei der Glimmlampe verläuft (diese hat nur eine höhere Brennspannung), kann mit einem Diac ähnlich wie mit jener ein Kippschwinger-Oszillator realisiert werden. Diese Anwendung kann zur Analog-Digital-Wandlung genutzt werden. Dabei lädt ein zu messender Gleichstrom einen Kondensator, der bei Erreichen der Zündspannung des Diac über diesen einen Impuls abgibt. Die Impuls-Folgefrequenz ist proportional zum Strom.

## Typenübersicht
Es gibt nur wenige verbreitete Diac-Typen, deshalb kann hier ohne Aufwand eine Typenübersicht gegeben werden.
- BR100-03: DO-35-Gehäuse; Hersteller Philips/NXP
- DB3, DB3TG, DB4, D30, ER900: DO-35-Gehäuse; Hersteller ST
- DB3A, DB3B: DO-35-Gehäuse; Hersteller Taitron
- Kxxxzy Serie (xxx: Spannung, z: Interne Schaltung, y: Gehäuse): DO-15, DO-214, TO-92 Gehäuse; Hersteller Littelfuse, unter der Bezeichnung SIDAC angeboten.
- NTE6407, NTE6408: DO-35-Gehäuse; Hersteller NTE
- NTE6411, NTE6412: DO-35-Gehäuse; Hersteller NTE
- SMDB3: SOT-23-Gehäuse; Hersteller ST
- TMMDB3, TMMDB3TG: Minimelf-Gehäuse; Hersteller ST